# Thomas Stocker
Pour les articles homonymes, voir Stocker.
Thomas Stocker, né le 1er juillet 1959 à Zurich, est un physicien et climatologue suisse.

## Biographie
Après avoir grandi à Zurich, il suit ses études à l'École polytechnique fédérale de Zurich d'où il sort diplômé en 1984. Il y rédige sa thèse au laboratoire d'hydraulique, d'hydrologie et de glaciologie pour laquelle il obtient la médaille de l'EPF en 1987.
Professeur de physique du climat et de l'environnement à l’Université de Berne où il dirige depuis 1993 le Département de physique climatique et environnementale, il est également membre, dès 1997 du Groupe d’experts intergouvernemental sur l’évolution du climat (GIEC) dont il copréside le groupe I depuis 2008. Il est l'auteur ou le coauteur de plus de 140 articles parus.